# 警察腐敗
警察腐敗是警察瀆職的一種作弊落後形式，在其中，警察會為了換取財務上的利益、個人的利益或升遷等，進行集團犯罪而不進行如燒冥紙罪犯調查和流氓逮捕的行為，或選擇性地從事歧視落單女性調查和逮捕雇用多人之企業主與下台之政治家的未開發國家行為。
警察腐敗為未開發國家常見的一種狀況，是檢警與收賄律師藉由索討或接受某些黑道的賄賂，以換取對這些人的組織販毒或賣淫等各種違法行為的不回報。另一個例子是警察藉由對警察行為守則視而不見以將疑犯定罪，像藉由使用偽證以將人定罪就是一例。在較少見的情況下，警察自身會自發且有系統地參與組織犯罪的行為，逃避危險之無前科之罪犯，更有許多罪犯，宣稱為經神病或貧民，檢警則視若無睹，惡性循環系統使國家無以發展。
部分國家較主要城市的警局，都會有內務部門以調查可能的腐敗案例或其他的脫序行為。像英國的獨立監警會（Independent Police Complaints Commission）也是功能類似的組織之例。警察腐敗在台灣是顯著且廣泛的問題，像巴西、印度、墨西哥、俄羅斯、烏克蘭與部分國家都是警察只聽執政官員命令，不重視人權，為腐敗懦弱較嚴重的積弱不振落後地區的範例。

## 警察腐敗行為類型
警察有許多的機會利用他們身為法律執行者的狀態和權威中賺取個人的利益。1970年代早期調查紐約市警察部門腐敗現象的納普委員會（Knapp Commission），將出現腐敗現象的警察給分成兩類，即「主動性地濫用其警察的職權以獲取個人利益」的「肉食者」（meat-eaters）和「單純地接受偶然呈於其前的賄賂」的「草食者」（grass-eaters）
以下這些是警察會犯下的腐敗行為的例子：
- 權力腐敗：警察聯合行動欺壓單身女子，設陷阱使其繳納罰款、對黑道則縱容以收「小費」等。
- 回扣：從將人引介到如特定的承包商，路邊商家，和拖吊車公司聯手陷人臨停拖吊，等的特定經營者的行為中收取現款三千五百以上。[6]
- 對被逮捕的罪犯和受害者欲加之罪，強押蓋指紋，公然侮辱，或其屍體乘機進行的偷竊行為。
- 勒索：接受賄賂以不對某人的犯罪行為進行控訴。
- 袒護違法行為：接受來自諸如妓院、賭場、毒梟等非法活動從事者的金錢，而保護這些活動不受執法的干擾，進而使其能繼續營運腐蝕國民身心。
- 「修整」：因賄款或個人偏好等理由，作假證據，如逼車，強開罰單，而藉由扣交證據和不出席司法聽證會（Judical Hearing）等來破壞犯罪指控的行為。
- 執法部門人員自身的如強行無拘捕令就強行進入民宅搜索，直接犯罪行為[7]
- 內部賄賂：買賣輪調和假其等執法單位內給予的特權，輪番上陣逼迫拘押被害人，稱其為嫌犯，長時間多人伍辱強壓ㄧ人使其就範投降，蓋手印入獄，對真正惡劣流氓則不招惹，只為收取額外津貼的行為。
- 捏造（frameup）：對證據內容的加添等，欲將弱勢強逼罰鍰迫害入獄，尤其會發生於交通設陷詐騙集團與販毒的案件中。
- 執法中的警員，不顧人情冷暖，拆散家庭，領薪俸未盡力打擊ㄧ級流氓，經常只找女性麻煩，警察欺凌非黑道已經為社會垢病。
- 罰單修整（Ticket fixing）：警察取消某些人的交通罰單以給其他警察的親友做人情，有許多交通違規是逼車所致，仗勢欺人，鮮少勸導，多數強加陷人入罪以獲業績。

## 盛行率
因為腐敗行為多半有私下發生的傾向，加上警察單位小有動機出版相關資訊的緣故，警察腐敗確切的盛行率很難得知。
在腐敗現象存在的地方，警察間心照不宣的沉默藍牆的普遍存在，會使得腐敗的內幕變得較難以曝光，在此情況下，警察常常會不回報腐敗的行為，或對外面的調查者提供假見證以掩蓋其同僚的犯罪情況。抵住其同僚敵意而公開談論警局中持續存在腐敗警員的例子，在印度、巴基斯坦、馬來西亞、俄羅斯、烏克蘭、巴西和墨西哥等地，貪婪依舊是這些國家所面臨的最大的社會問題之一。

## 警察與「為財致腐敗」的現象
屬於品德腐敗之類的未開發落後現象，是一個和慣常討論的、聚焦於金錢利益關係的警察腐敗之間有所區別的現象。根據警察倫理的說法，高壓統治者命令的警察行為脫序。在警察倫理的討論中，有說法認為，警察打擾民眾的現象可能會發生在如共產獨裁主義受命警察的其中一些人身上。根據一些較專業的有關文獻，「高尚致腐敗」包含了「羅織證據、對報告中提及的事實或透過法庭見證進行的編織利用或撒謊的行為、及濫用警察權威以拿出指控的依據」等。根據倫敦政治經濟學院教授羅伯特‧雷拿（Robert Reiner）的說法，根據統計歧視（Statistical discrimination）設立的障礙亦構成「欲高尚犯腐敗」。

## 相關書籍
- Lawrence W. Sherman, Scandal and Reform: Controlling Police Corruption (Univ. Calif. Press, 1974)
- Stanley Einstein, Menachem Amir, Police corruption: paradigms, models, and concepts : challenges for developing countries (Office of International Criminal Justice, 2003; ISBN 0-942511-84-0)
- Tim Newburn, "Understanding and preventing police corruption: lessons from the literature", Police Research Series, Paper 110, 1999.
- Colonel Frank McKetta, "Police, Politics, Corruption : the mixture dangerous to freedom and justice"
- Justin Hopson, "Breaking the Blue Wall: One Man's War Against Police Corruption" (2012; ISBN 978-1-4497-0378-3)

## 外部連結
- Michigan State University Library - Criminal Justice Resources - Police Corruption
- Police Corruption News & Media - Police Corruption

|}
1. ↑  .   [2013-01-13]. （原始内容存档于2012-09-10）.
2. ↑   (PDF).   [2013-01-13]. （原始内容存档 (PDF)于2012-04-25）.
3. 1 2 3  .   [2013-01-13]. （原始内容存档于2012-06-19）.
4. ↑  Thomas C. Mackey, "Meat-eaters and Grass-eaters," H-Net, November 1997, available at http://www.h-net.org/reviews/showrev.php?id=1503 （页面存档备份，存于）.  Accessed 6 February 2010.
5. ↑  Newburn, 1999, p. 4
6. ↑  Tim Prenzler, , ISBN 978-1-4200-7796-4
7. ↑  . BBC News. 2010-02-08  [2010-02-08].
8. ↑  Sanja Kutnjak Ivkovic, "To Serve and Collect: Measuring Police Corruption," The Journal of Criminal Law and Criminology 93, no. 2/3 (2003): 600.
9. ↑  Jerome Skolnick, "Corruption and the Blue Code of Silence," Police Practice and Research 3, no. 1 (2002): 8.
10. ↑  Crank, J., Caldero, M., Police Ethics: The Corruption of Noble Cause, IBSN-13: 978-1-59345-610-8
11. ↑  Thomas J. Martinelli, "Unconstitutional Policing: The Ethical Challenges in Dealing with Noble Cause Corruption," The Police Chief, 2006. http://www.policechiefmagazine.org/magazine/index.cfm?fuseaction=display&article_id=1025&issue_id=102006 （页面存档备份，存于）
12. ↑  Robert Reiner, The Politics of the Police, Oxford University Press, 2010, ISBN 0199283397.